# Куток Смоленського кладовища в Петербурзі
Куток Смоленського кладовища в Петербурзі — малюнок роботи Тараса Шевченка, виконаний ним у Санкт-Петербурзі влітку 1840 року. Олівець, сепія. Розмір 17,8 × 26,5. На звороті ескізи та начерки.
В повісті «Художник» Шевченко пише:
| «Протягом літа постійно займався в класах і рано вранці йшов з Юхимом на Смоленський цвинтар лопухи і дерева малювати». Оригінальний текст (рос.) «В продолжение лета постоянно занимался в классах и рано по утрам ходил с Иохимом на Смоленское кладбище лопухи и деревья рисовать». |

Говорячи про етюди на Смоленському кладовищі, Шевченко згадує про картину «Хлопчик-жебрак, що дає хліб собаці», виконану в 1840 році, на підставі чого й датується малюнок.
Про зарисовки на Смоленському кладовищі згадується також у спогадах Г. М. Честахівського.
В літературі зустрічається під назвами «Кладовище» та «Лопухи на кладовищі».
В альбомі 1839—1843 років на звороті третього аркуша — начерки подібних рослин. За списком Честахівського — № 99 під назвою «Рисунок з натури на Смоленськім кладовищі».
Зберігається в Національному музеї Тараса Шевченка. Попередні місця збереження: збірка Д. Л. Мордовця, Чернігівський обласний історичний музей, Галерея картин Т. Г. Шевченка (Харків).